# Filmlance International
Filmlance International är ett svenskt stockholmsbaserat produktionsbolag, som sedan starten 1988 producerat biofilm, dramaserier, kortfilm och animerad film för biograf, TV och DVD. Sedan 2020 är Hanne Palmqvist Verkställande direktör.
Filmlance är en del av Metronome Film & Television och sedan april 2009 ingår Metronome Film & Television i The Shine Group.

## Produktioner (i urval)
- 1996 – Vinterviken
- 1998 – Sista kontraktet
- 1998–2021 – Beck (TV-serie)
- 1999 – Tomten är far till alla barnen
- 2000 – En häxa i familjen
- 2002 – Grabben i graven bredvid
- 2003 – Elina – som om jag inte fanns
- 2003 – Tur & Retur
- 2004 – Hip hip hora!
- 2005 – Vinnare och förlorare
- 2005 – 27 sekundmeter snö
- 2006 – Wellkåmm to Verona
- 2006 – Små mirakel och stora
- 2006–2009 – Lilla Spöket Laban (TV-serie)
- 2007 – Den nya människan
- 2007–2009 – Filmerna om Lilla Spöket Laban
- 2008 – Kautokeinoupproret
- 2008 – Patrik 1,5
- 2008–2009 – Oskyldigt dömd (TV-serie)
- 2009 – I taket lyser stjärnorna
- 2010 – Bröderna Karlsson
- 2010 – I rymden finns inga känslor
- 2010–2020 – Morden i Sandhamn (TV-serie)
- 2011 – Kronjuvelerna
- 2011–2018 – Bron (TV-serie)
- 2011–2015 – Filmerna om Arne Dahl
- 2012 – Stockholm Östra
- 2012 – Katinkas kalas
- 2012 – Bitchkram
- 2012 – Dom över död man
- 2013 – Ego
- 2013 – Mig äger ingen
- 2013 – Emil & Ida i Lönneberga
- 2014 – Krakel Spektakel
- 2014 – Dyke Hard
- 2016–2018 – Springfloden (TV-serie)
- 2017 – Full patte (TV-serie)
- 2017 – Para knas
- 2020 – Tsunami (TV-serie)
- 2020 – Kalifat (TV-serie)
- 2020 – Top Dog (TV-serie)
- 2020 – Björnstad (TV-serie)
- 2020 – Spring Uje spring
- 2021 – Eva & Adam
- 2021 – Vinterviken